# Ропа Гарис
Ропафадзай Гарис (на английски: Ropafadzai Garise), под псевдонима Ропа Гарис (Ropa Garise) e зимбабвийски модел.

## Биография
Ропафадзай Гарис е родена на 18 януари 1986 година в Хараре, Зимбабве.

### Кариера
През 2005 година е сред финалистите в ZimExpo Мис Зимбабве, който се провежда във Великобритания. През 2006 година представлява Зимбабве на конкурса Miss Globe International. През 2008 година участва в конкурса за красота Мис Бикини, който се провежда в Турция.